# Michele Patocchi
Michele Patocchi (* 1. Oktober 1837 in Peccia; † 1. März 1897 in Bellinzona) war ein Schweizer Staatsarchivar und Politiker (Tessiner Grossrat und Staatsrat).

## Biografie
Michele Patocchi war Sohn des Regierungssekrats Giuseppe und seiner Frau Maddalena geborener Storni. Er heiratete Marianna Casati. Von 1854 bis 1856 studierte er am Collegio Papio in Ascona und wanderte anschliessend nach Australien aus. Nach der Rückkehr ins Tessin arbeitete er als Archivar beim Kanton Tessin. Im Jahr 1875 war er erst Vizeinspektor, dann Inspektor des Telegrafenkreises Bellinzona.
Als Politiker der Radikalliberalen wirkte er zunächst unter seinem Bruder als stellvertretender Regierungskommissär im Bezirk Vallemaggia, darauf von 1863 bis 1870 als Abgeordneter im Tessiner Grossen Rats (Legislative) und von 1870 bis 1874 als Staatsrat (Exekutive). Am 19. Juni 1878 übertrug er als Telegrafeninspektor die Oper Don Pasquale von Gaetano Donizetti aus dem Teatro Sociale in einen anderen Konzertsaal der Stadt Bellinzona, was eine Weltpremiere war. Überdies verfasste er Essays zur lokalen Technikgeschichte.

## Schriften
- Cenni storici sulla Valle Maggia.
- Cenni storici sull’industria degli alberghi nel Canton Ticino.
- Introduzione e sviluppo del telegrafo elettrico nel Canton Ticino (1888).